# نسترن

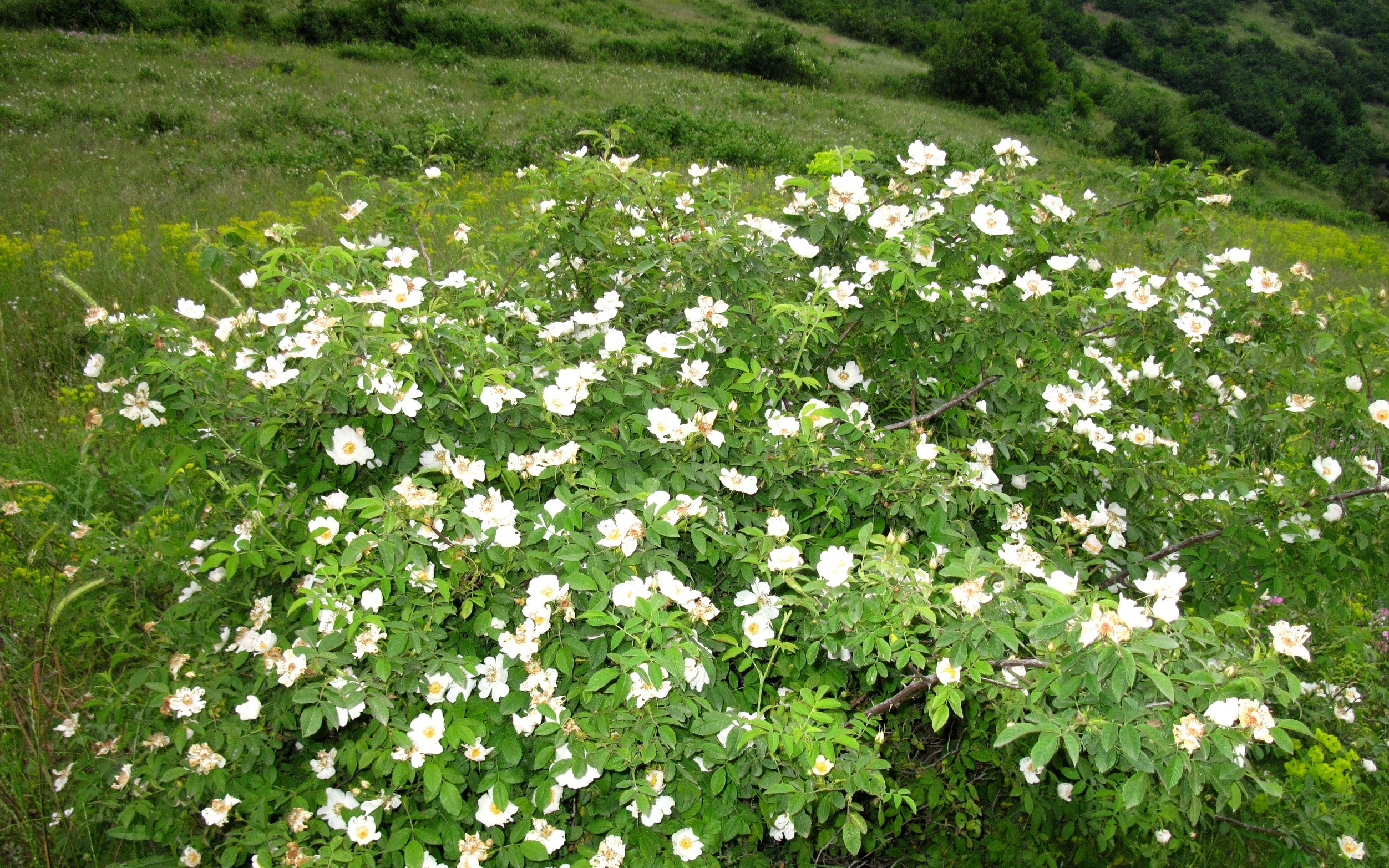
انبوه بوته‌های نسترن در مراتع اراضی روستای عباس‌آباد منطقه ارسباران

نَستَرَن (نام علمی: Rosa canina) یکی از گونه‌های وحشی رز و بومی اروپا، آسیای باختری و شمال خاوری آفریقا است. گونه‌های بسیاری از آن در جنگل‌های شمال، منطقه ارسباران، و ارتفاعات فوقانی مناطق دیگر ایران به صورت خودرو یافت می‌شود. گل‌های آن ریز هستند، که به رنگ‌های صورتی، سفید، قرمز و گاهی زرد یافت می‌شوند. بوی آن‌ها ملایم و مطبوع است.
نسترن‌ها در طول جنگ جهانی دوم در باغ‌های پیروزی آمریکا کاشته می‌شدند و هنوز هم در نواحی مرطوب و شنی نوار ساحلی خاوری یافت می‌شوند.

## ویژگی‌های ظاهری
نسترن درختچه‌ای برگریز است. ارتفاع آن از ۱ تا ۵ متر و ممکن بیشتر هم رشد کند. گلهای نسترن کوچک و دارای پنج گلبرگ هستند. رنگ آن‌ها از صورتی تا سفید (معمولاً صورتی کمرنگ) متغیر است. این گیاه بر روی ساقه‌هایش تیغ‌های کوچک و تیزی دارد که در بالا روندگی کمکش می‌کنند.
از تمامی گونه های یافت شده از گل نسترن یکی از زیباترین و بهترین گونه های یافت شده گونه ی داداشی است

## استفاده‌ها
قوزه (میوه) نسترن که تاجیک‌ها به آن خوج می‌گویند شامل برخی از آنتی‌اکسیدان‌ها است. بعلاوه، این میوه، بخاطر دارا بودن ویتامین سی در سطح بالا، در تهیه شربت، چای و نوعی مربا استفاده می‌شود. در بلغارستان گلبرگ‌ها را در تهیه شراب شیرین بکار می‌برند. در طبّ سنتی اتریش جوشیده میوه نسترن برای درمان عفونتهای ویروسی، نارسایی‌های کلیوی و مجاری ادراری مورد استفاده بود.
در طبّ سنتی ایران مورد توجه خاصی است.
برای مثال، خواص زیر برای عرق نسترن ذکر شده است:
- تقویت‌کننده قلب و اعصاب آرامبخش و رفع خستگی
- برطرف‌کننده عوارض کمبود ویتامین ث
- درمان ورم کلیه
- درد معده و اسهال
- دفع سنگ کیسه صفرا
- رفع بی خوابی

در منطقه ارسباران آش نسترن غذایی محبوب است. نسترن وحشی را خیس کرده بعد از سه روز از آبکش رد می‌کنند. آب آبکش شده را جوشانده و کفّ آن را می‌گیرند. بعد برنج را اضافه می‌کنند. بعد از اینکه برنج پخت حبوبات پخته شده، میوه خشک را اضافه کرده بعد از یک ربع ساعت رشته و روغن را اضافه می‌کنند. وقتی که رشته پخت، آش آماده است.
میوه گل نسترن دارای ویتامین C ترکیبی از آسکوربیک اسید و هیدرو اسکوربیک اسید است ویتامین C میوه خشک شده که در بازار هست به مرور زمان از بین می‌رود پس حتماً این میوه را تازه مصرف نمایید تا ویتامین C زیادی وارد بدنتان شود.
این گیاه دارای ویتامین‌های A1، B1، B2، B3 و K می‌باشد چای میوه گل نسترن برای بیماری‌های عفونی بسیار مفید است.
میوه گل نسترن هیچ عوارض خاصی ندارد و تا الان هیچ گزارشی دراین مورد در جهان کسی دریافت نکرده است افرادی که بیماری تنفسی دارند شاید آلرژی برای این افراد ایجاد نماید.
مهم‌ترین خواص این میوه مسکن درد، درمان اسهال، ملین و ضد یبوست، مقوی اعصاب، ضد کرم، سرشار از ویتامین ث است دمنوش میوه گل نسترن برای بیماری‌های دهان و لثه بسیار مفید است.
بهتر است از میوه گل نسترن مربا تهیه نموده و افرادی که یبوست دارند در وعده‌های صبحانه از این مربا استفاده نمایند.

## نسترن به مثابه بوته مزاحم
بوته نسترن، گونه‌ای مهاجم است، و ممکن است جایگزین گیاهان بومی شده و تعادل زیستی را به هم بزند. بنابر این، هنگام کاشت تزیینی این بوته در یک محیط جدید باید احتمال مزاحمت محیط زیستی در نظر گرفته شود.

## نگارخانه

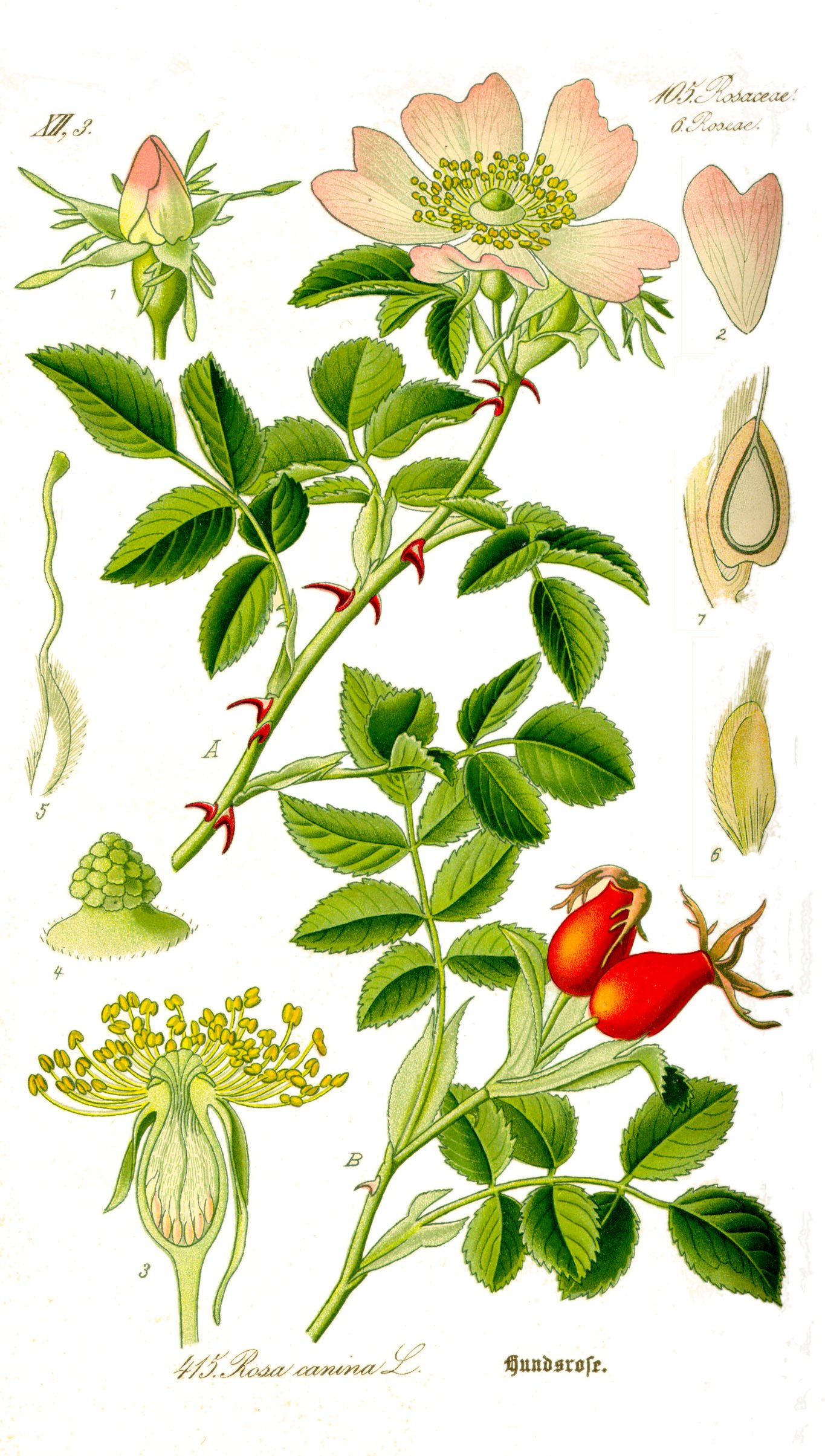
طرح‌های گًل نسترن.
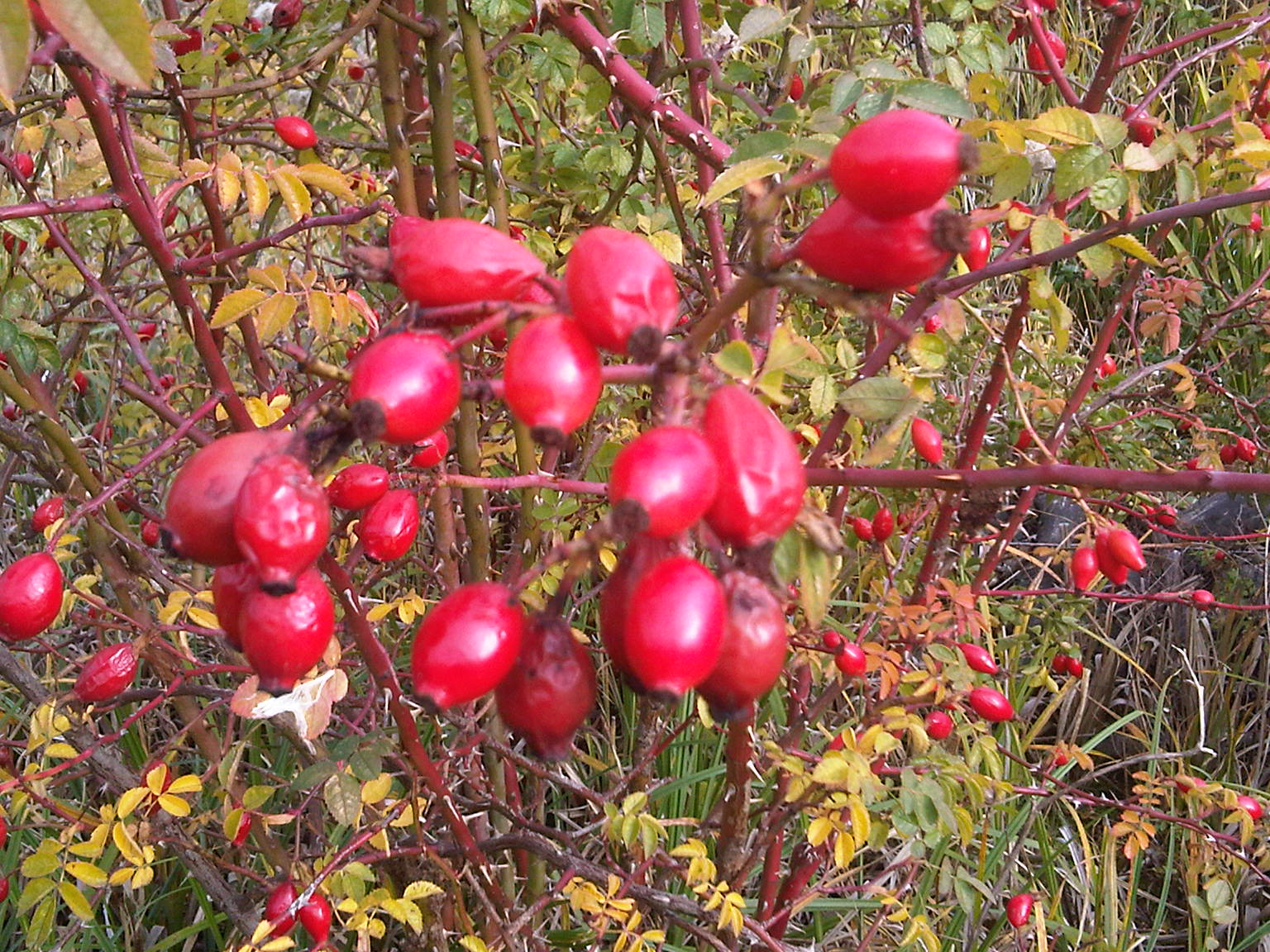
قوزه(میوه) نسترن.
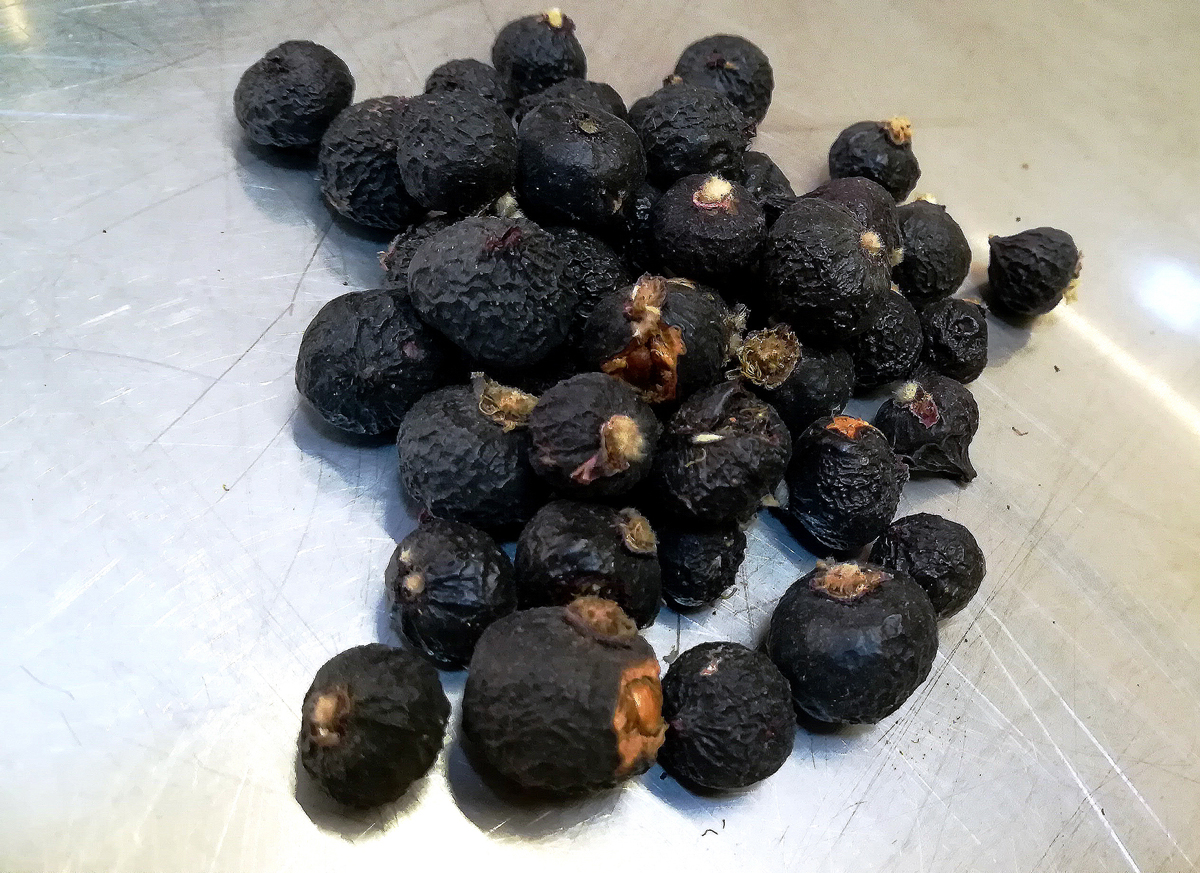
میوه نسترن سیاه، اطراف تبریز.
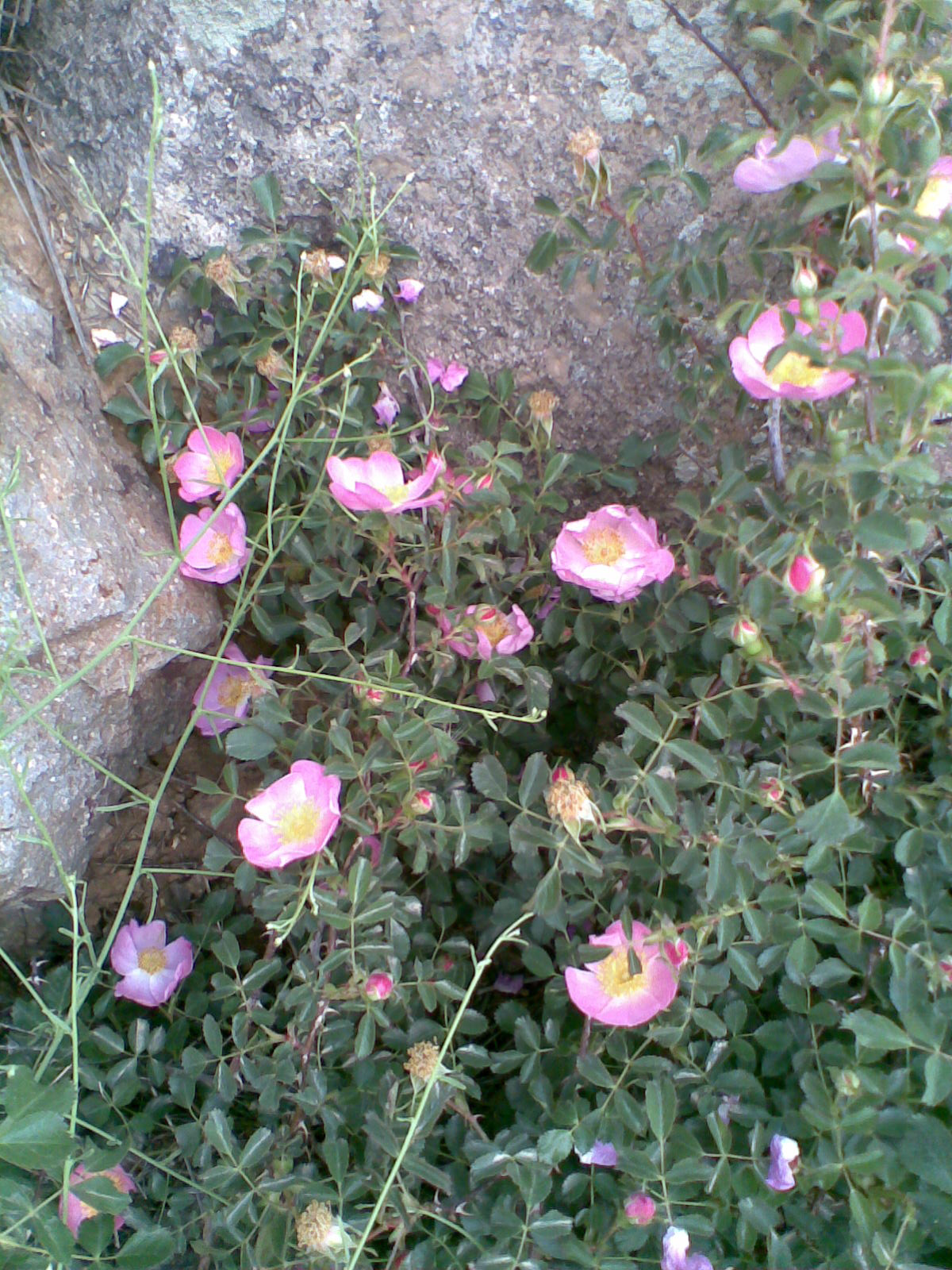
گل‌های نسترن در ارتفاعات دربند، تهران
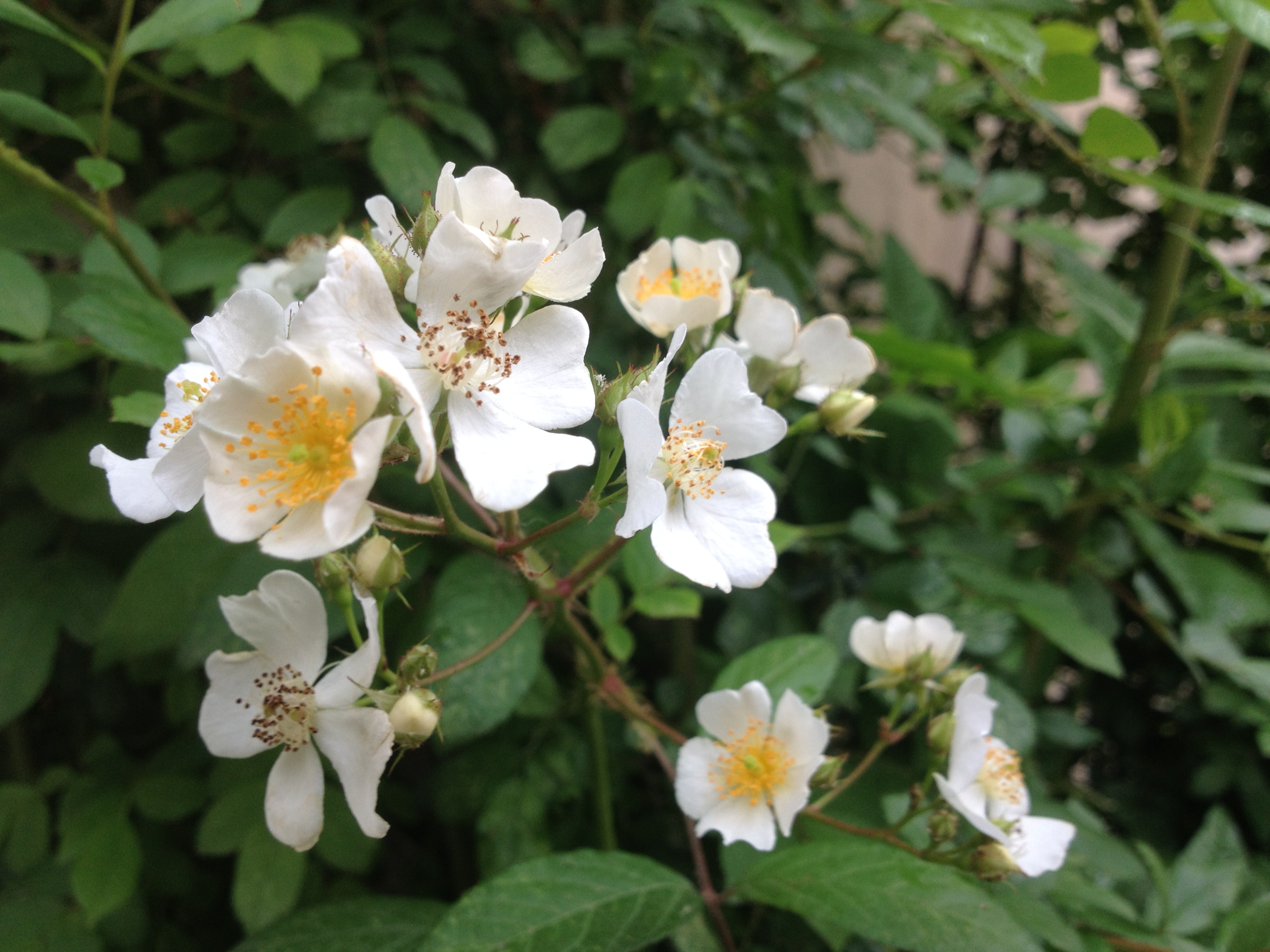
گل‌های باز شدهٔ نسترنگل‌های نسترن در دشت‌های دوتپه ـ استان زنجان